# گاسپار ووسکانیان
گاسپار کاراپتی ووسکانیان (ارمنی: Գասպար Կարապետի Ոսկանյան؛ Gaspar Voskanyan زاده ۲۲ ژانویه ۱۸۸۷ – درگذشته ۲۰ سپتامبر ۱۹۳۷) یک فرمانده قوای نظامی ارمنی‌تبار بود.

## زندگی‌نامه
وی در بخش گریگوریوپول کنونی در ترانس‌نیستریا، مولداوی به دنیا آمد. وی در ارتش امپراتوری روسیه در جنگ جهانی اول جنگید و متعاقب در جنگ داخلی روسیه به بلشویک‌ها پیوست. وی همچنین برندهٔ جوایزی همچون نشان پرچم سرخ شده است. در جریان پاکسازی بزرگ وی دستگیر و دیرتر در ۲۸ مه ۱۹۳۷ تیرباران شد.